# Фльорентинув (Паб'яницький повіт)
Фльорентинув (пол. Florentynów) — село в Польщі, у гміні Лютомерськ Паб'яницького повіту Лодзинського воєводства.
Населення — 249 осіб (2011).
У 1975-1998 роках село належало до Серадзького воєводства.

## Демографія
Демографічна структура станом на 31 березня 2011 року:
|          | Загалом | Допрацездатний вік | Працездатний вік | Постпрацездатний вік |
| -------- | ------- | ------------------ | ---------------- | -------------------- |
| Чоловіки | 127     | 28                 | 84               | 15                   |
| Жінки    | 122     | 24                 | 71               | 27                   |
| Разом    | 249     | 52                 | 155              | 42                   |